# Mourad Bounoua
Mourad Bounoua (* 30. Juli 1972 in Mülhausen) ist ein ehemaliger französisch-marokkanischer Fußballspieler.

## Geburt und Kindheit
Mourad Bounoua wurde 1972 als Sohn marokkanischer Einwanderer in Mülhausen im Elsass, unweit des Dreiländerecks Deutschland-Frankreich-Schweiz gelegen, geboren. Aufgewachsen ist er ebenfalls in Mülhausen.

## Karriere

### Anfänge
Bounoua begann mit dem professionellen Fußball bei seinem Heimatteam FC Mulhouse im Jahr 1991. Allerdings konnte er sich dort nicht durchsetzen und wurde 1992 an das damalige Challenge-League-Team FC Basel, auf der Schweizer Seite des Dreiländerecks gelegen, verkauft. Bei Basel kam er aber in zwei Jahren nur zu fünf Schweizer Cup Einsätzen. Im Jahr 1994 wechselte er nach Deutschland zur TuS Hoisdorf in die damals drittklassige Regionalliga Nord. Allerdings stieg der Aufsteiger chancenlos direkt wieder ab (27 Niederlagen in 34 Spielen). Bounoua aber spielte durch seinen Wechsel zum TuS Celle FC bis 1997 in der Regionalliga Nord und erreichte mit der Mannschaft sogar einen dritten bzw. sechsten Platz. In Celle spielte er in der Saison 1996/97 zusammen mit seinem Bruder Jamal.

### Profi-Zeit
Aufgrund seiner guten Leistungen wurde er zur Saison 1997/98 vom damaligen Zweitligisten Stuttgarter Kickers verpflichtet, die zuvor den fünften Platz erringen konnten. Bounoua bestritt 28 von insgesamt 34 Saisonspielen, jedoch erreichte der Verein mit ihm nur noch den 12. Platz. Unter dem damaligen Trainer Wolfgang Wolf spielte er in der kompletten Saison regelmäßig über die volle Spieldauer. Mit dem Trainerwechsel zu Paul Linz aber wurde er in nahezu jedem Spiel ein- bzw. ausgewechselt. Auch in der Saison 1998/99 setzte sich dies fort.
In der Winterpause jedoch wurde er vom Bundesligisten Eintracht Frankfurt unter dem Trainer Reinhold Fanz verpflichtet. Nachdem Fanz später selbst durch Jörg Berger ersetzt worden war, wurde Bounoua unter Berger nur noch ein Mal in der gesamten Rückrunde eingewechselt (in der kurzen Zeit davor war er bei Fanz bis auf in einem Spiel immer zum Einsatz gekommen).
Nachdem er keinen neuen Vertrag erhalten hatte, wechselte Bounoua in die 2. Liga zum Aufsteiger Hannover 96 und entwickelte sich in den Saisons 1999/2000 sowie 2000/2001 unter Trainer Horst Ehrmantraut zum Stammspieler bei den Niedersachsen. Nachdem in der Saison 2001/02 Ralf Rangnick als Trainer verpflichtet wurde, hatte Bounoua nur noch fünf Einsätze, wobei er nie durchspielte. Zwar wurde er mit Hannover 96 Zweitligameister und schaffte den Aufstieg in die 1. Bundesliga, jedoch erhielt er keinen neuen Vertrag.
Insgesamt absolvierte Bounoua in seiner Karriere sieben Bundesligaspiele und 105 Zweitligaeinsätze (10 Tore).

### Zeit in der Regionalliga und Oberliga
Nachdem er während der Saison 2002/03 vereinslos war, wechselte er zur Saison 2003/04 zum FC St. Pauli in die Regionalliga Nord und wurde dort Stammspieler. Sein persönliches Saisonhighlight dürfte der 4:0-Sieg gegen die zweite Mannschaft des 1. FC Köln gewesen sein, bei dem er alle vier Tore erzielte. Auch in der folgenden Saison blieb er Stammspieler. Jedoch erhielt er am Saisonende trotz guter Leistungen keinen Vertrag mehr, da seinen Verein FC St. Pauli Schulden drückten und dieser sein Gehalt sparen wollten. Daraufhin wechselte er in die viertklassige Oberliga Nord zum Brinkumer SV, mit denen er als Tabellenletzter abstieg. Deshalb verließ er den Verein, wechselte zum FC Oberneuland und erreichte am Saisonende 2006/07 einen hervorragenden dritten Platz in der Oberliga Nord.

### Ausklingen der Karriere im Amateurfußball
In der Folgezeit spielte er beim Goslarer SC, wechselte jedoch nach nur einer Hinrunde zum SV Ramlingen/Ehlershausen. Dieser Transfer kam aufgrund der guten Kontakte zu seinem Bruder Jamal Bounoua, früher Spieler und Trainer bei diesem Verein, zustande. Jedoch stieg Bounoua auch diesmal mit dem Verein am Saisonende aus der Niedersachsenliga (damals 5. Liga) in die Bezirksoberliga ab.
Nach wiederum nur einer halben Saison wechselte er schließlich erneut den Verein und schloss sich dem Bezirksligisten (7. Liga) Germania Walsrode an, wo er wieder gemeinsam mit seinem Bruder Jamal spielte. Zusammen mit seinem Bruder spielte er 2009 kurzzeitig beim Rotenburger SV in der Oberliga-Niedersachsen. Nach dem Abstieg in die Bezirksoberliga verließen beide den Verein und wechselten während der Saison zum Bezirksligisten MTV Soltau, um den Klassenerhalt zu sichern. Nach der Saison verabschiedeten sich die Bounoua-Brüder wieder und schlossen sich erneut Germania Walsrode an, wo sie allerdings überwiegend in der zweiten Mannschaft eingesetzt werden sollen, die in der Kreisliga spielt. Gemeinsam mit seinem Bruder Jamal wechselte er in der Winterpause der Saison 2010/11 zurück zum Rotenburger SV, der mittlerweile in der sechstklassigen Landesliga Niedersachsen spielte; dort sollte dieser als Spielertrainer der Mannschaft zur Rückkehr in die Oberliga helfen, was mit dem Gewinn der Meisterschaft auch gelang. Im Februar 2012 übernahm Bounoua den Trainerposten bei den Rotenburgern von seinem Bruder. Im Sommer 2012 verließ er den RSV und plante, einen Trainerschein zu machen.
Im Jahr 2014 wurde Bounoua zunächst Assistenztrainer beim VfL Visselhövede in der Bezirksliga Lüneburg. Von 2015 bis 2017 war dort als Cheftrainer tätig. Im Jahr 2016 stieg seine Mannschaft in die Kreisliga Rotenburg ab. Gelegentlich spielte er noch selbst mit.